# Yitzhak Shapira
Yitzhak Shapira est un rabbin et essayiste israélien connu pour ses prises de position controversées.

## Biographie
En 2009 il s'est fait connaître pour avoir rédigé l'essai La Torah du Roi qui explique qu'il est religieusement permis à des juifs de tuer des non-juifs, y compris des enfants, qui menacent la vie des juifs,.
Le livre affirme « Il y a une raison pour tuer des bébés du camp ennemi, même s'ils n'ont pas transgressé les 7 lois noahides, à cause du danger futur qu'ils peuvent représenter, vu qu'en grandissant ils vont devenir aussi mauvais que leurs parents. »
Le livre a été distribué par Yeshivat HaRaayon HaYehudi à Jérusalem, qui adhère aux idées du rabbin Meir Kahane.
Parmi ses influences idéologiques on compte le rabbin Itshak Ginsburgh.

## Publications
- La Torah du Roi (Torat Ha’Melech).